# Zwölf-Apostel-Chor
Der Zwölf-Apostel-Chor ist ein Kirchenchor in Berlin-Schöneberg.

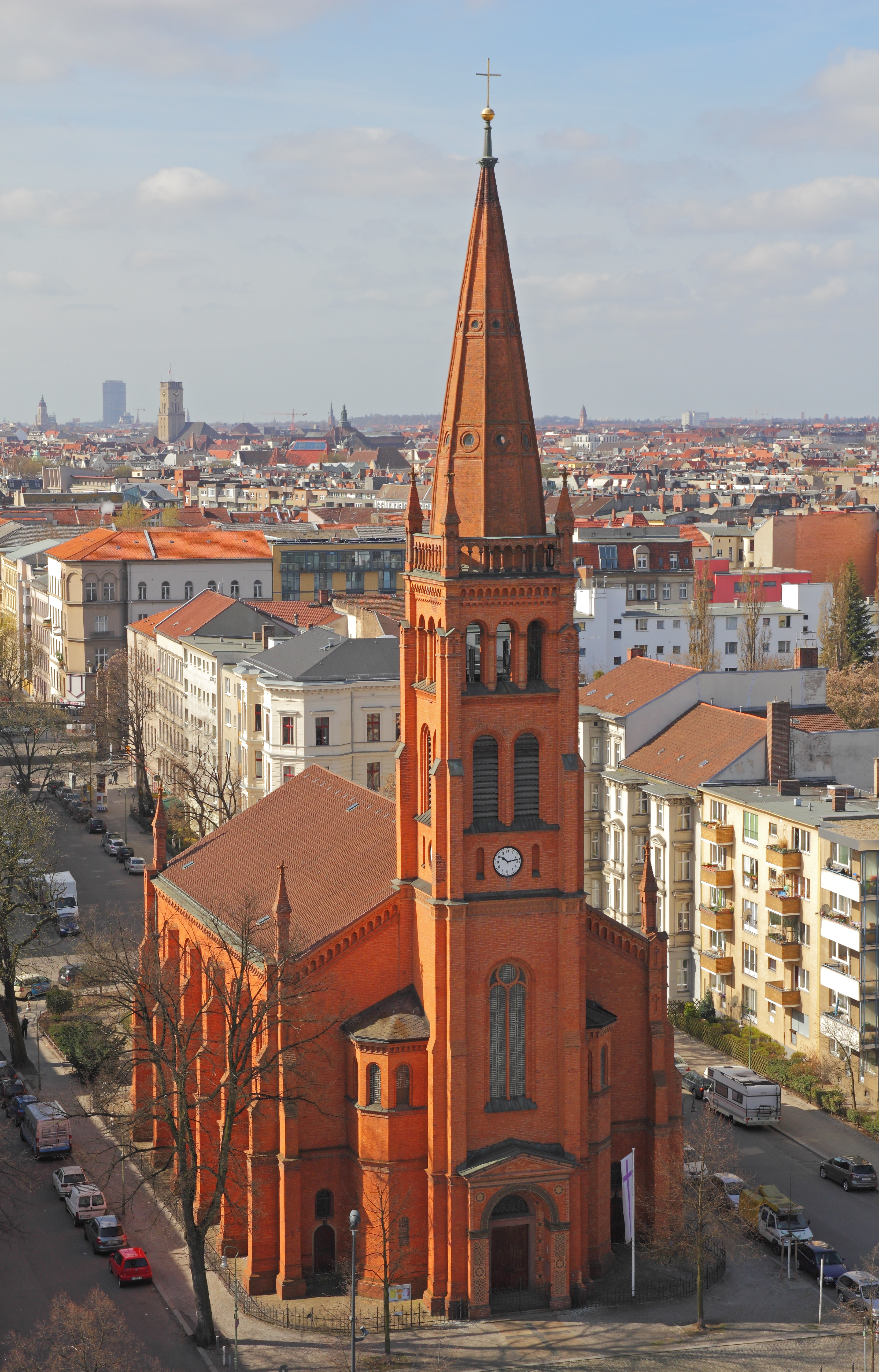
Die Zwölf-Apostel-Kirche, Heimat des Zwölf-Apostel-Chores

1877 gegründet, zählt er neben dem Chor der Sophienkirche in Berlin-Mitte zu den ältesten Berliner Kirchenchören.
Unter seinem ersten Leiter Hermann Prüfer (1844–1914) wirkte er am 18. Juni 1888 bei der Trauerfeier für Friedrich III. in der Friedenskirche in Potsdam mit. 1893 übernahm Carl Mengewein (1852–1908) seine Leitung, die er bis zu seinem Tod innehatte. Um 1900 zählte der Chor über 60 Mitglieder und gestaltete aller 14 Tage den Sonntagsgottesdienst in der Zwölf-Apostel-Kirche mit. Mengeweins Nachfolger war Karl Lütge (1875–1967), der bis 1902 am in der Nähe befindlichen Institut für Kirchenmusik studierte. 1910 übernahm dieser auch das Amt des Organisten an der Zwölf-Apostel-Kirche von Joachim Pyllemann und hatte beides bis 1945 inne.
Nach dem Zweiten Weltkrieg erreichte der Chor unter Friedrich Kausch (bis 1961), Gerhardt Blum und Hermann Hulman (1978–2004) seine alte Größe zunächst nicht wieder. Unter Kreiskantor Christoph Hagemann ist er inzwischen wieder auf über 60 Sängerinnen und Sänger angewachsen.
Der Zwölf-Apostel-Chor pflegt entsprechend seiner Tradition schwerpunktmäßig das Repertoire des 18. und 19. Jahrhunderts. Neben der Aufführung der großen Chor-Orchester-Werke wie Messias oder Schöpfung liegt ein Fokus auf weniger bekannter Musik des 19. Jahrhunderts, beispielsweise den Motetten von Max Bruch, Joseph Gabriel Rheinberger oder Friedrich Kiel. Kompositionen vom 16. (Melchior Vulpius) bis zum 20. Jahrhundert (Jean Langlais) ergänzen das Programm.